# Cimetière de L'Île-Saint-Denis
Le cimetière de L'Île-Saint-Denis est le cimetière de la commune de L'Île-Saint-Denis en Seine-Saint-Denis, situé quai de la Marine.

## Historique

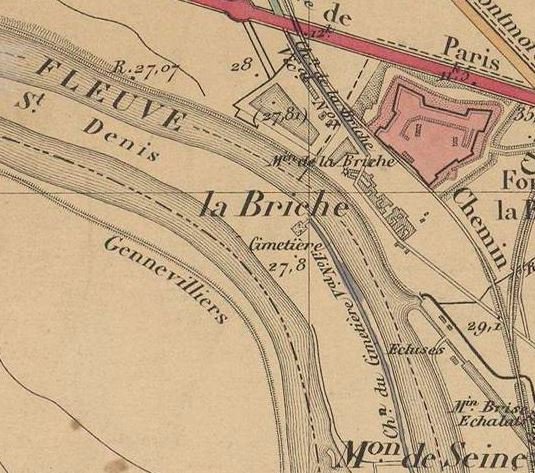
Carte du département de la Seine avec les routes teintées ainsi que les forts de Paris, 1890.

Conformément à un usage immémorial, l'ancien cimetière était accolé à l'église Saint-Pierre. C'est en 1846 que la commune fit l'acquisition du terrain du cimetière actuel, acte autorisé par ordonnance royale du 25 mai 1847. La première inhumation a lieu le 9 février 1848.
Pendant la guerre franco-allemande de 1870, les troupes françaises transformèrent le cimetière en camp retranché, et pratiquèrent des créneaux dans ses murs de façon à défendre l'accès au pont de l'île Saint-Denis du côté de Gennevilliers.
Il a été agrandi en 1893 pour atteindre sa taille actuelle.
Dans les années 2010, lorsque la gestion du cimetière a été confiée à l'Établissement public territorial Plaine Commune, l'usage des herbicides a été arrêté, entraînant une croissance vigoureuse de la végétation naturelle et des herbes folles, jugée excessive par certains habitants,.

## Description

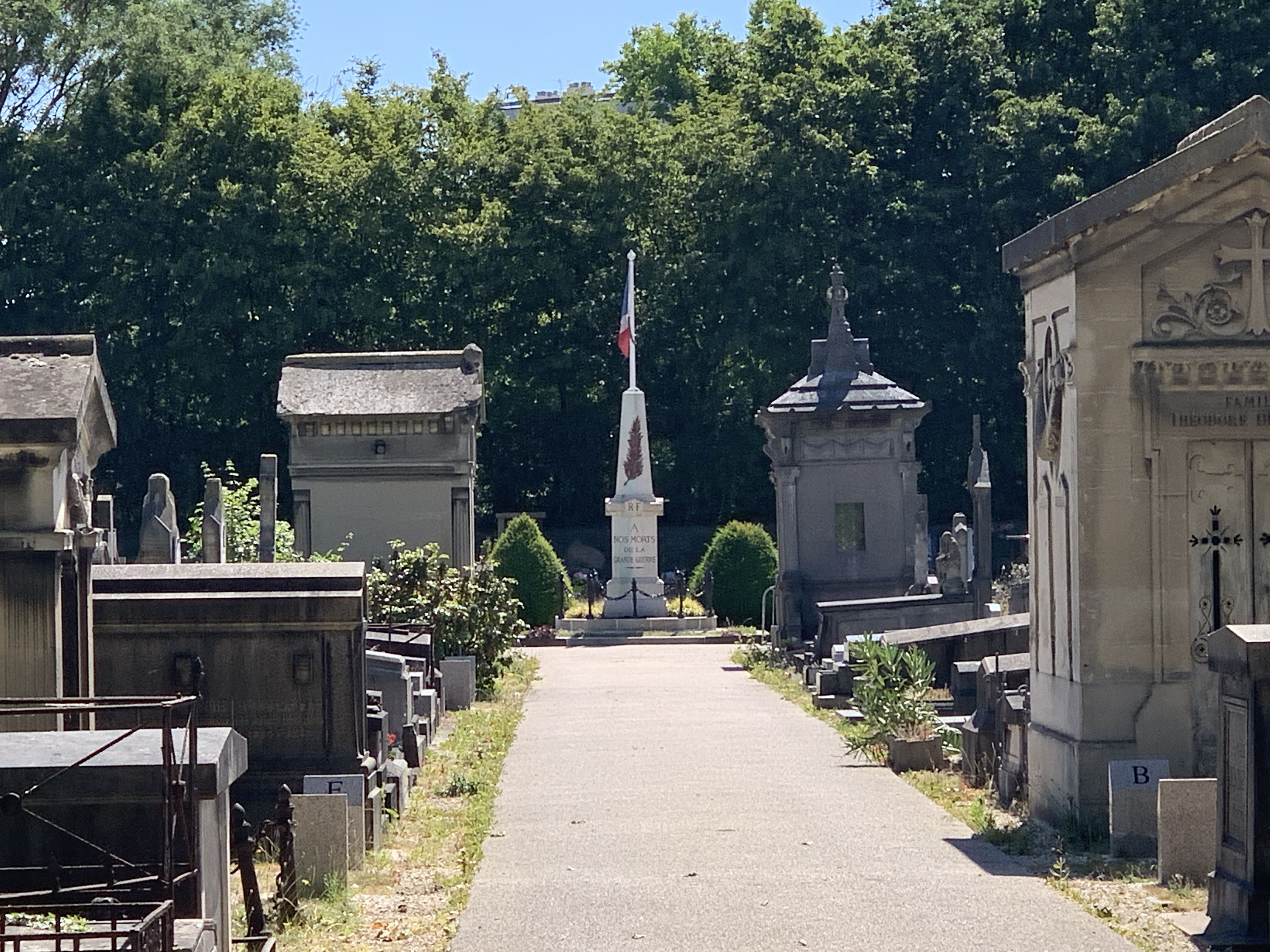
Cimetière de L'Île St Denis.

L'entrée du cimetière se situe côté est, quai de la Marine. Il est bordé au sud par la cité Maurice-Thorez, au nord par les établissements Rocamat, et à l'ouest par la promenade des Impressionnistes.
Il comprend un monument aux morts de la guerre franco-allemande de 1870, des deux guerres mondiales et de l'AFN-Algérie (54-62) ainsi qu'un monument aux « anciens déportés et internés et à leurs camarades ».
Le cimetière comprend des cases cinéraires. Il n'a pas de carré confessionnel.

## Tournage de films
Les scènes de deux films y ont été tournées : 
- Arsène Lupin contre Arsène Lupin d'Édouard Molinaro, en 1962[9].
- En 1967, la première scène du film Le Pacha[10], où le commissaire Joss, interprété par Jean Gabin, assiste à l'enterrement de l'inspecteur Albert Gouvion: « Il revient tout simplement à Saint-Denis, Albert... Il va enfin pouvoir se reposer de toutes ces singeries, de toutes ces fatigues, chez lui, tout près de la Seine. Autrefois, avant que le béton vienne manger l'herbe, c'est là qu'on regardait passer les bateaux, tous les deux. »[11]. Ce monologue intérieur est accompagné d'un panoramique sur la cité Maurice-Thorez, voisine, et sur les lignes à haute-tension qui la surplombent[12].